# Condado de Dibër
El condado de Dibër (en albanés: Qarku i Dibrës) es uno de los 12 condados de Albania. Está compuesto de los distritos Bulqizë, Dibër y Mat siendo su capital Peshkopi.
Desde la reforma de 2015, se organiza en los municipios de Bulqizë, Dibër, Klos y Mat.

## Distrito de Bulqizë
- Bulqizë 8,177
- Fushë-Bulqizë 3,342
- Gjoricë 4,214
- Martanesh 1,836
- Ostren 3,034
- Shupenzë 5,503
- Trebisht 993
- Zerqan 4,111

## Distrito de Dibër
- Arras 3,055
- Fushë-Çidhën 2,909
- Kala e Dodës 2,252
- Kastriot 6,200
- Lurë 1,096
- Luzni 2,433
- Maqellarë 10,662
- Melan 3,649
- Muhurr 2,780
- Peshkopi 13,251
- Qendër Tomin 7,590
- Selishtë 1,605
- Sllovë 2,405
- Zall-Dardhë 1,051
- Zall-Reç 681

## Distrito de Klos
- Gurrë 3,369
- Klos 7,873
- Suç 2,716
- Xibër 2,660

## Distrito de Mat
- Baz 2,228
- Burrel 10,862
- Derjan 1,102
- Komsi 4,283
- Lis 3,824
- Macukull 1,565
- Rukaj 2,507
- Ulëz 1,229